# Bessie Hatton
Bessie Lyle Hatton (Claines, Worcestershire, 22 de noviembre de 1867 - 25 de marzo de 1964) fue una actriz, dramaturga, periodista y feminista inglesa, y participó en la lucha por el sufragio femenino en el Reino Unido.

## Biografía
Hatton nació el 22 de noviembre de 1867 en Claines, Worcestershire. Su padre era Joseph Hatton, novelista y periodista, su madre era Louisa Johnson, y su hermano mayor era el explorador Frank Hatton. Fue educada en una escuela de conventos en Ardennes y en Bedford College, Londres, sin embargo dejó la universidad para unirse a la compañía de Frank Benson que estaba interpretando a Shakespeare.
Siguiendo el consejo de su padre y a pesar de su preocupación de que pudiera interferir con su carrera como actriz, Hatton fue autora de varias obras de ficción muy populares, incluyendo The Village of Youth and Other Fairytales (La aldea de la juventud y otros cuentos de hadas) (1895) y su obra Before Sunrise. Esta obra se representó en el Royal Albert Hall el 11 de diciembre de 1909 para la Women's Freedom League.
En junio de 1908, ella y su compañera actriz y escritora Cicely Mary Hamilton fundaron la Women Writers’ Suffrage League. La organización estaba abierta tanto a hombres como a mujeres. Hatton fue secretaria de organización, participó en eventos y organizaba el entretenimiento para las reuniones sobre sufragio.
Cuando estalló la Primera Guerra Mundial, la Women Writers' Suffrage League ayudó a establecer una biblioteca en el Hospital Militar de Endell Street y a organizar el entretenimiento en el hospital. Hatton nunca se casó y moriría el 25 de marzo de 1964.